# Bagnolo San Vito
Bagnolo San Vito ist eine norditalienische Gemeinde (comune) mit 5929 Einwohnern (Stand 31. Dezember 2023) in der Provinz Mantua in der Lombardei. Die Gemeinde liegt etwa 10 Kilometer südöstlich von Mantua am Parco regionale del Mincio. Die nördliche Grenze der Gemeinde bildet der Mincio, die südliche der Po. Der äußerste östliche Punkt der Gemeinde ist der Zusammenfluss beider Flüsse. 

## Geschichte
Die Gemeinde wurde, wie archäologische Funde zeigen, schon von den Etruskern besiedelt. 

## Persönlichkeiten
- Learco Guerra (1902–1963), Radrennfahrer
- Gino Guerra (1924–1978), Radrennfahrer

## Verkehr
Die Autostrada A22 von Modena zum Brenner führt durch die Gemeinde. Auch die frühere Strada Statale 413 Romana (heute: Provinzstraße) von Virgilio-Cerese nach Modena durchzieht die Gemeinde.